# 하이사 레아우

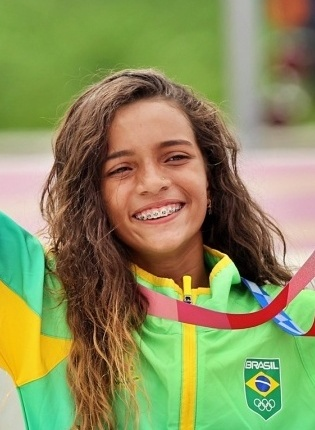
2020년 도쿄 올림픽에서

하이사 레아우(브라질 포르투갈어: Rayssa Leal, 2008년 1월 4일 ~ )는 브라질의 스케이트보드 선수이다. 마라냥주 임페라트리스 출신. 2021년 열린 2020년 하계 올림픽 스케이트보드 여자 스트리트에서 은메달을 땄다. 당시 13세의 나이로 역대 브라질 올림픽 참가자 중 최연소 선수이다.